# Kneževska opatija St. Gallen
Kneževska opatija St. Gallen (njemački: Fürstabtei Sankt Gallen) je vjerski kompleks u gradu St. Gallen u Švicarskoj. 
Zadužbena knjižnica opatije St. Gallen je jedna od najstarijih i najbogatijih u Europi, te posjeduje mnoge vrijedne rukopise i, između ostalog, najstariji arhitektonski crtež na svijetu. Od 1755. do 1768. godine Opatija je obnovljena u baroknom stilu izvanredne arhitekture, a 1983. god. upisana je na UNESCO-ov popis mjesta svjetske baštine u Europi.

## Povijest
Opatiju je osnovao Sveti Otmar 719. godine, za vladavine Pipina Malog,  na mjestu gdje je irski pustinjak Sveti Gal (646.) imao svoju pustinju (isposničko sklonište). Za vrijeme opata Walda iz Reichenaua (740. – 814.) škola St. Gallena je postala središte umjetnosti, humanizma i znanosti, a prepisivanjem iluminiranih rukopisa zasnovana je slavna knjižnica. Po zahtjevu Karla velikog, papa Hadrijan I. mu je poslao u st. Gallen istaknute pjevače koji su proširili gregorijanski napjev.
Sljedeća stoljeća obilježilo je rivalstvo s obližnjom njemačkom opatijom Reichenau na Bodenskom jezeru. Kada su Mađari zaprijetili opatiji 924. do 933. godine, većina rukopisa je bila sklonjena u opatiju Reichenau, te su se poslije vratili u St. Gallen.
Tijekom 13. stoljeća je postala središte neovisne kneževine Svetog Rimskog Carstva, kojoj su kneževi bili njeni opati. Za vijeme opata Pia (1630. – 74.) izgrađena je tiskara, a 1712. godine opustošili su je Švicarci odnijevši većinu knjiga u Zurich i Bern. Uslijedilo je vrijeme kaosa i St. Gallen je postao biskupskom rezidencijom, i obnovljena je u baroknom stilu od 1755. do 1768. godine. Stoljećima je bila vodeća benediktinska opatija u Europi sve do sekularizacije 1805. godine.

## Zadužbena knjižnica St. Gallen
Zadužbena knjižnica opatije St. Gallen (Stiftsbibliothek St. Gallen) je prepoznata kao jedna od najbogatijih knjižnica na svijetu. U njoj se nalazi najpotpunija kolekcija ranosrednjovjekovnih rukopisa na njemačkom govornom području Europe. God. 2005., prebrojano je oko 160.000 knjiga od kojih su 2100 rukopisi, polovica je iz srednjeg vijeka, a 400 ih je staro više od 1000 godina.
Interijer knjižnice dizajnirao je arhitekt Peter Thumb u rokoko stilu s izrezbarenim drvenim pokrovom i oslikanim štuko zidovima.
- Katedrala St. Gallen
- Unutrašnjost katedrale
- Zadužbena knjižnica opatije St. Gallen
- Knjižnica
- Iluminacija irskog majstora iz 8. st.

## Poveznice
- Karolinška renesansa
- St. Gallen

## Vanjske poveznice
- Zadužbinska knjižnica Sankt Gallen (fr.)(njem.) (engl.)
- Codices Electronici Sangallenses  Arhivirana inačica izvorne stranice od 9. studenoga 2016. (Wayback Machine) — digitalizirani srednjovjekovni rukopisi iz Sankt Gallena